# Mancenans
Mancenans ist eine französische Gemeinde mit 318 Einwohnern (Stand: 1. Januar 2022) im Département Doubs in der Region Bourgogne-Franche-Comté.

## Geographie
Mancenans liegt auf 300 m, drei Kilometer westlich von L’Isle-sur-le-Doubs und etwa 20 Kilometer westsüdwestlich der Stadt Montbéliard (Luftlinie). Das Dorf erstreckt sich in einer Talmulde nördlich des Doubstals zwischen den Hügeln von Châtel und Replain, am Fuß der nördlich an das Doubstal anschließenden Kalkhochflächen.
Die Fläche des 11,94 km² großen Gemeindegebiets umfasst einen Abschnitt des Doubstals. Die südliche Grenze verläuft entlang dem Doubs, der hier mit großen Schleifen in einer ungefähr ein Kilometer breiten flachen Talniederung fließt und gleichzeitig die Wasserstraße des Rhein-Rhône-Kanals bildet. Vom Flusslauf erstreckt sich das Gemeindeareal nordwärts über die Talaue in die Mulde von Mancenans, die von den bewaldeten Hügeln Châtel (426 m; im Westen) und Replain (428 m; im Osten) flankiert wird. Nördlich dieser Hügel steigt das Gelände sanft bis zur Kalkhochfläche zwischen Doubs und Ognon an. Hier wird mit 501 m die höchste Erhebung von Mancenans erreicht. Das Hochplateau zeigt ein lockeres Gefüge von Acker- und Wiesland sowie Waldflächen. Die östliche Gemeindegrenze verläuft im Trockental der Combe Ainé.
Nachbargemeinden von Mancenans sind Accolans im Norden, Geney, Étrappe und Appenans im Osten, Rang und Pompierre-sur-Doubs im Süden sowie Soye im Westen.

## Geschichte
Mancenans entwickelte sich neben dem im 12. Jahrhundert gegründeten Zisterzienserkloster Lieucroissant, das seit dem 16. Jahrhundert Les Trois Rois genannt wurde. Im Mittelalter gehörte das Dorf zur Herrschaft L’Isle-sur-le-Doubs. Zusammen mit der Franche-Comté gelangte es mit dem Frieden von Nimwegen 1678 an Frankreich. Heute ist Mancenans Teil des Gemeindeverbandes Deux Vallées Vertes.

## Sehenswürdigkeiten
Die Kirche de la Protection de Notre-Dame wurde um 1860 erbaut und 1877 geweiht. Im Vergleich zu dieser Hallenkirche ist der freistehende Glockenturm relativ klein. Vom ehemaligen Kloster sind nur wenige Überreste erhalten.

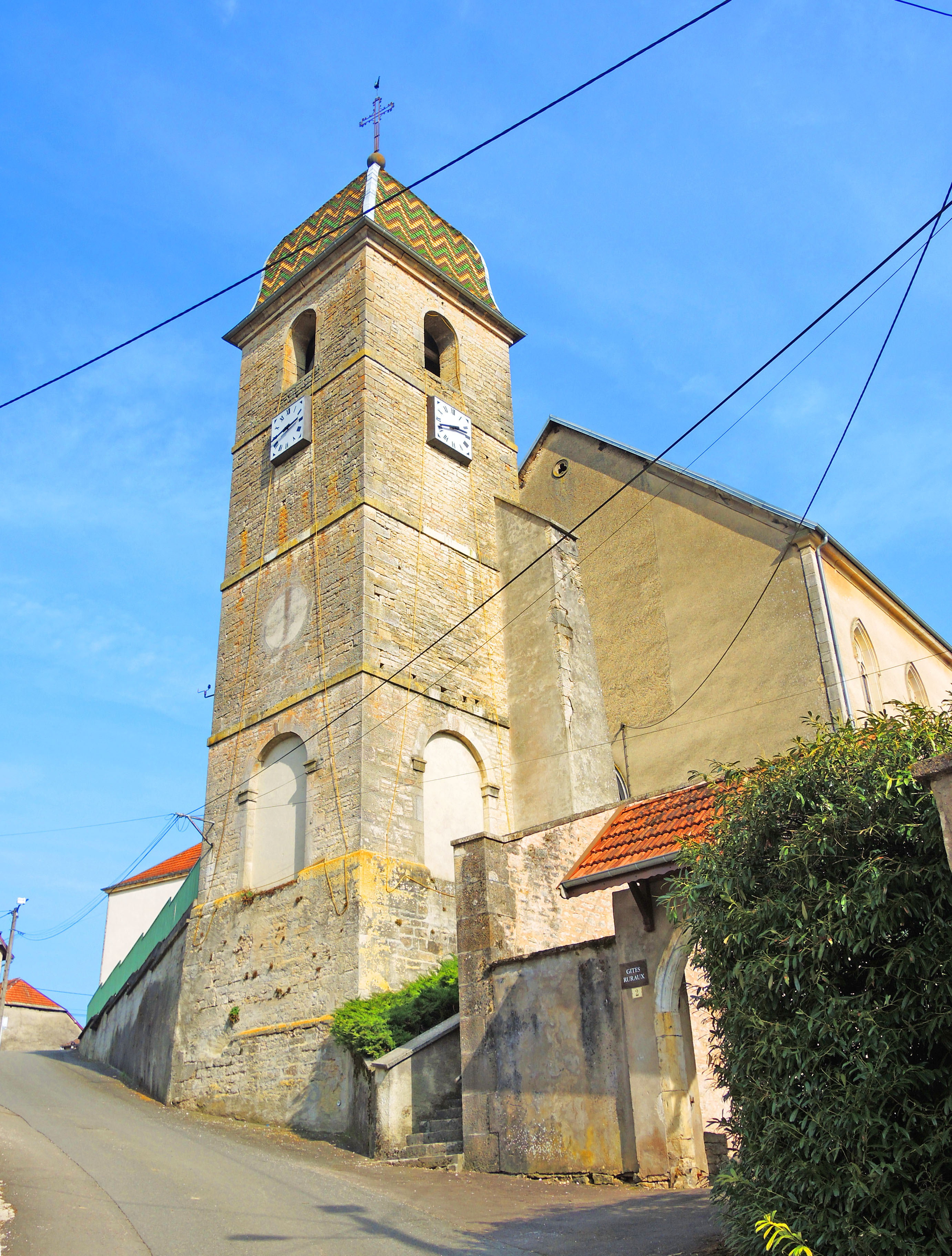
Kirche Protection de Notre-Dame
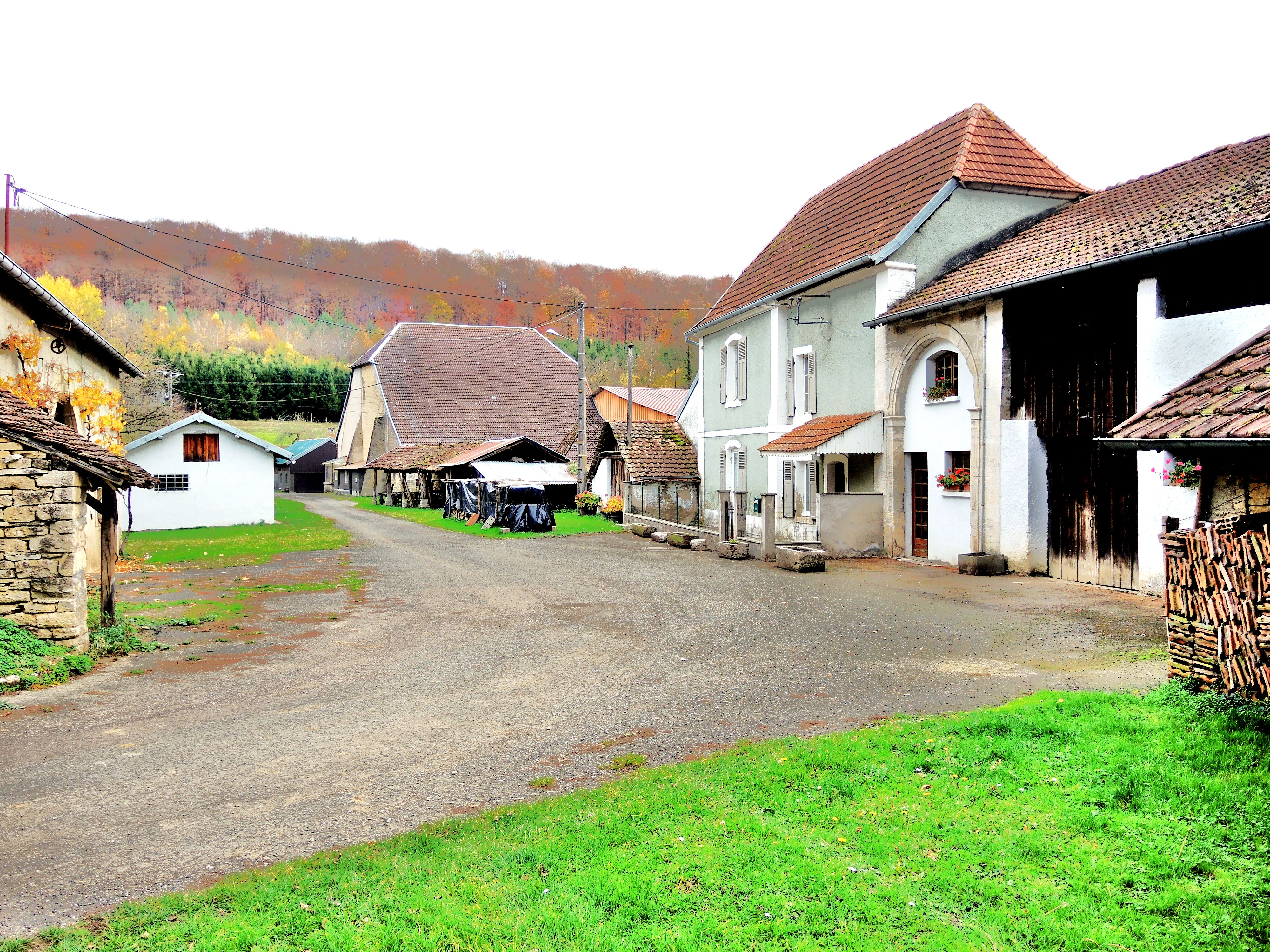
Reste des ehemaligen Klosters
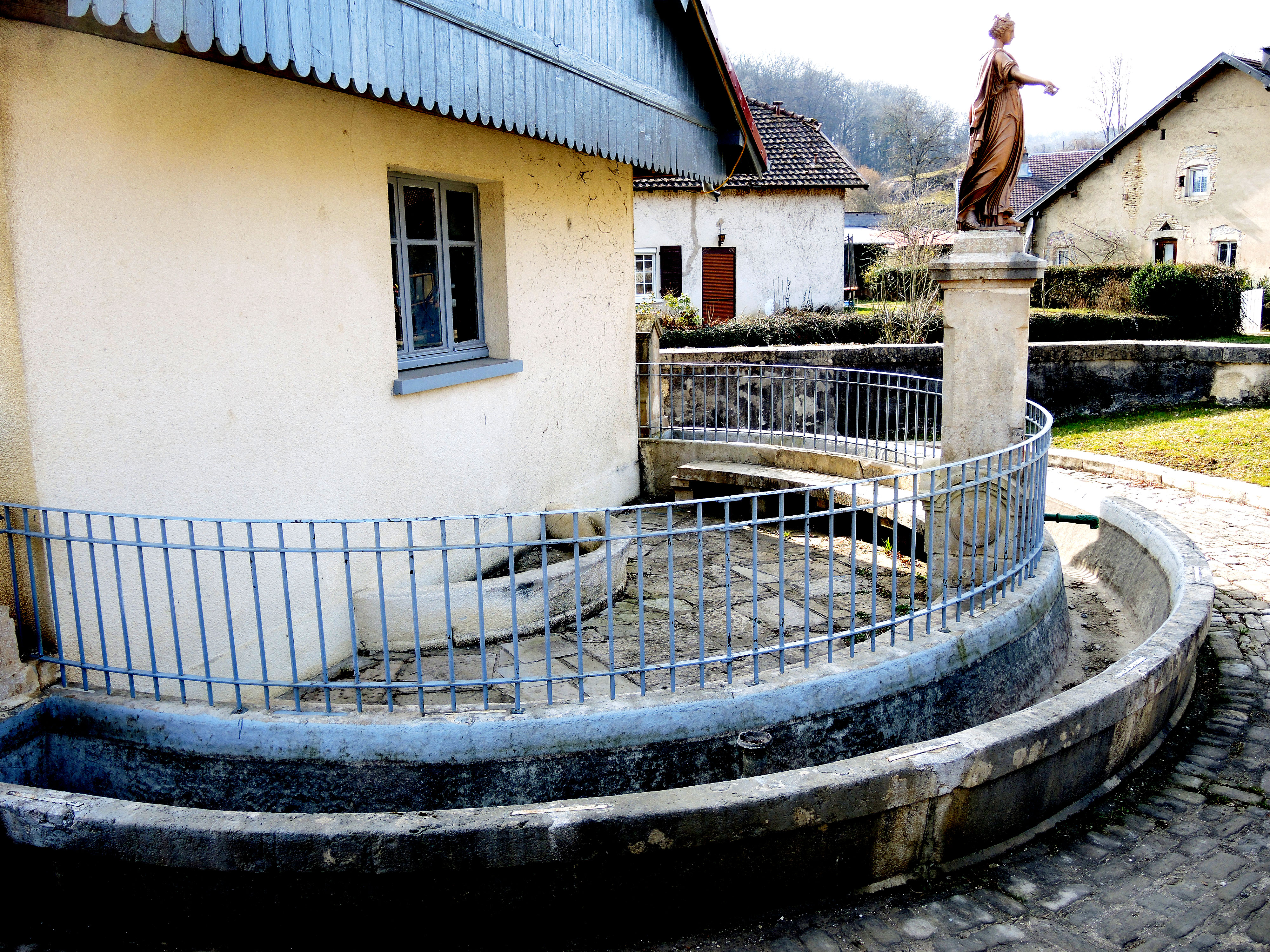
Lavoir

## Bevölkerung
| Jahr                       | 1962 | 1968 | 1975 | 1982 | 1990 | 1999 | 2006 | 2018 |
| Einwohner                  | 281  | 255  | 322  | 350  | 322  | 284  | 346  | 307  |
| Quellen: Cassini und INSEE |      |      |      |      |      |      |      |      |

Mit 318 Einwohnern (Stand 1. Januar 2022) gehört Mancenans zu den kleinen Gemeinden des Départements Doubs. Nachdem die Einwohnerzahl in der ersten Hälfte des 20. Jahrhunderts deutlich abgenommen hatte (1886 wurden noch 443 Personen gezählt), wurde besonders während der letzten Jahre wieder ein Bevölkerungswachstum verzeichnet.

## Wirtschaft und Infrastruktur
Mancenans war bis weit ins 20. Jahrhundert hinein ein vorwiegend durch die Landwirtschaft (Ackerbau, Obstbau und Viehzucht) und die Forstwirtschaft geprägtes Dorf. Daneben gibt es heute einige Betriebe des lokalen Kleingewerbes. Mittlerweile hat sich das Dorf auch zu einer Wohngemeinde gewandelt. Viele Erwerbstätige sind deshalb Wegpendler, die in den größeren Ortschaften der Umgebung ihrer Arbeit nachgehen.
Die Ortschaft liegt abseits der größeren Durchgangsstraßen an einer Departementsstraße, die von L’Isle-sur-le-Doubs nach Rougemont führt. Der nächste Anschluss an die Autobahn A36 befindet sich in einer Entfernung von ungefähr zehn Kilometern.